# تمزق فراش الظفر
تمزق فراش الظفر هو نوع من الإصابات التي تصيب فراش الظفر. من أعراض الإصابة بتمزّق فراش الظّفر: الألم والدم تحت الظفر، وقد يرافق التمزق كسر طرف الإصبع أو كسر سيمور.
قد يحدث تمزق فراش الظفر نتيجة جرح أو إصابة انضغاطية، مثل ما يحدث بسبب الباب أو المطرقة. وتشمل أنواع الإصابات الإصابة البسيطة، والإصابة النجمية، والإصابة الهرسية. يعتمد التشخيص على الأعراض والفحص، ويُجرى التصوير بالأشعة السينية للبحث عن كسور العظام الكامنة.
عادةً لا تتطلب الإصابات الصغيرة التي لا تؤدي إلى تمزق الظفر علاجًا محددًا، لكن يمكن إزالة الدم الموجود تحت الظّفر، أما الإصابات الخطيرة فقد تتطلب إغلاق الجرح بالخيوط الجراحية. إذا كانت الإصابة جرحًا بسيطًا، يمكن الإبقاء على الظفر وخياطته دون الحاجة إلى إزالته. أما في حالة الإصابة الهرسية، فيمكن إزالة الظفر وإغلاق فراش الظّفر بخيوط قابلة للامتصاص. ما من أدلة تشير إلى أن وضع مادة لإبقاء طية الظّفر مفتوحة بعد الإصلاح أمر ضروري، ولكن قد يساعد التخدير الحلقي وربطة الإصبع في العلاج.
تُعد حالات تمزق فراش الظّفر شائعة نسبيًا، وغالبًا ما يكون الذكور من صغار السن هم الفئة الأكثر تأثرًا. إن الطريقة المثلى لعلاج تمزق فراش الظّفر لم تحظَ بالدراسة الكافية، لكن إزالة الظفر وخياطته تُعد أكثر تكلفة من الخيارات الأخرى. يستغرق نمو ظفر إصبع اليد حوالى شهرين، بينما يحتاج نمو ظفر القدم إلى حوالي أربعة أشهر.